# CRYSTAL
CRYSTAL è un programma di chimica quantistica per effettuare calcoli ab initio, sviluppato prevalentemente per calcoli su cristalli (3 dimensioni), superfici (2 dimensioni) e polimeri (1 dimensione) grazie all'utilizzo della simmetria traslazione; può essere inoltre utilizzato per calcoli su singole molecole.
È stato scritto da V.R. Saunders, Roberto Dovesi, Cesare Pisani, C. Roetti, R. Orlando, C.M. Zicovich-Wilson, N.M. Harrison, K. Doll, B. Civalleri, I.J. Bush, Ph. D'Arco, and M. Llunell e sviluppato presso il Gruppo di Chimica Teorica dell'Università degli Studi di Torino ed il Computational Materials Group al Daresbury Laboratory presso Warrington in Cheshire, Inghilterra.
La versione corrente è CRYSTAL23, distribuita nel 2023; versioni precedenti sono CRYSTAL88, CRYSTAL92, CRYSTAL95, CRYSTAL98, CRYSTAL03, CRYSTAL06, CRYSTAL09, CRYSTAL14 e CRYSTAL17.

## Struttura del programma
Il programma è costituito da due moduli: crystal e properties.
Il modulo crystal è dedicato ai calcoli SCF, all'ottimizzazione della geometria e a calcoli delle frequenze per le strutture fornite in input.
Alla fine del calcolo SCF il modulo crystal scrive le informazioni sul sistema cristallino in esame e sulle sue funzioni d'onda come dati sequenziali non-formattati in Fortran unit 9 e come dati formattati in Fortran unit 98.
Le proprietà elettronico e l'analisi delle funzioni d'onda viene eseguita dal modulo properties
Il principale punto di forza del codice CRYSTAL è dato dallo sfruttamento profondo e ottimizzato della simmetria, ad ogni livello di calcolo (sia SCF che calcoli di frequenze e gradienti). Ciò permette una significativa riduzione del costo computazionale per i sistemi periodici.

## Background Teorico

### Il metodo Hartree-Fock per sistemi periodici
C. Pisani and R. Dovesi, Exact exchange Hartree-Fock calculations for periodic systems.
I. Illustration of the method.
Int. J. Quantum Chem. 17 (1980) 501
V.R. Saunders, 
Ab Initio Hartree-Fock Calculations for periodic systems.
Faraday Symp. Chem. Soc. 19 (1984) 79-84
C.Pisani, R.Dovesi and C.Roetti, 
Hartree-Fock ab-initio of crystalline systems,
Lecture Notes in Chemistry, Vol. 48, Spinger Verlag, Heidelberg, (1988)

### Il problema di Coulomb
R. Dovesi, C. Pisani, C. Roetti and V.R. Saunders,
Treatment of Coulomb interactions in Hartree-Fock calculations of periodic systems.
Phys. Rev. B28 (1983) 5781-5792
V.R.Saunders, C.Freyria Fava, R.Dovesi, L.Salasco and C.Roetti,
On the electrostatic potential in crystalline systems where the charge density is expanded in Gaussian Functions
Molecular Physics 77 (1992) 629-665
V.R.Saunders, C.Freyria Fava, R.Dovesi and C.Roetti,
On the electrostatic potential in linear periodic polymers.
Computer Physics Communications, 84 (1994) 156-172

### Problemi di scambio
M.Causà, R.Dovesi, R.Orlando, C.Pisani and V.R.Saunders,
Treatment of the exchange interactions in Hartree-Fock LCAO calculation of periodic systems.
J. Phys. Chem 92 (1988) 909

### Simmetria
R. Dovesi, 
On the role of symmetry in the ab initio Hartree-Fock linear combination of atomic orbitals treatment of periodic systems.
Int. J. Quantum Chem. 29 (1986) 1755
C. Zicovich-Wilson and R. Dovesi, 
On the use of Symmetry Adapted Crystalline Orbitals in SCF-LCAO periodic calculations. I. The construction of the Symmetrized Orbitals. 
Int. J. Quantum Chem. 67 (1998) 299-309
C. Zicovich-Wilson and R. Dovesi, 
On the use of Symmetry Adapted Crystalline Orbitals in SCF-LCAO periodic calculations. II. Implementation of the Self-Consistent-Field scheme and examples.
Int. J. Quantum Chem. 67 (1998) 309-320

### Implementazione DFT
M.Causa`, R.Dovesi, C.Pisani, R.Colle and A.Fortunelli
Correlation correction to the Hartree-Fock total energy of solids.
Phys. Rev., B 36, 891, 1987
M.D. Towler, M. Causa' and A. Zupan
Density functional Theory in periodic systems using local gaussian basis sets.
Comp. Phys. Comm. 98, 181 (1996)

### Implementazione dei gradienti analitici
K. Doll, V.R. Saunders, N.M. Harrison
Analytical Hartree-Fock gradients for periodic systems.
Int. J. Quantum Chem. 82, 1-13 (2001)
K. Doll, R. Dovesi, R. Orlando
Analytical Hartree-Fock gradients with respect to the cell parameter 
for systems periodic in three dimensions.
Theor. Chem. Acc. 112, 394-402 (2004).

### Ottimizzazione della geometria
B. Civalleri, Ph. D'Arco, R. Orlando, V.R. Saunders, R. Dovesi
Hartree-Fock geometry optimisation of periodic systems with the CRYSTAL code.
Chem. Phys. Lett. 348, 131-138 (2001)

### Funzioni di Wannier Localizzate
C.M. Zicovich-Wilson, R. Dovesi and V.R. Saunders
A general method to obtain well localized Wannier functions for 
composite energy bands in LCAO periodic calculations.
J. Chem. Phys. 115, 9708-9718 (2001).

### Frequenze vibrazionali a Gamma
F. Pascale, C.M. Zicovich-Wilson, F. Lopez Gejo, B. Civalleri, R. Orlando, R. Dovesi
The calculation of vibrational frequencies of crystalline compounds.
and its implementation in the CRYSTAL code
J. Comput. Chem. 25, 888-897 (2004).
C.M. Zicovich-Wilson, F. Pascale, C. Roetti, V.R. Saunders, R. Orlando, R. Dovesi
Calculation of vibration frequencies of alpha-quartz: the effect of hamiltonian
and basis set.
J. Comput. Chem.25, 1873-1881 (2004).

### Calcolo della costante dielettrica
C. Darrigan, M. Rerat, G. Mallia, R. Dovesi 
Implementation of the finite field perturbation method in the CRYSTAL 
program for calculating the dielectric constant of periodic systems.
J. Comp. Chem. 24, 1305-1312 (2003).

### Calcolo di proprietà di materiali cristallini
C.Pisani 
Quantum-Mechanical Ab-initio calculation of the Properties of Crystalline Materials,
Lecture Notes in Chemistry, Vol. 67, Spinger Verlag, Heidelberg, 1996